# Битва за Єрусалим (1917)
Битва за Єрусалим — битва в ході Синайско-Палестинської кампанії Першої світової війни між об'єднаними силами Німецької та Османської імперій з одного боку, та об'єднаних сил Британської імперії з іншого. Результатом битви стала перемога британських військ. Едмунд Алленбі, командир британських військ, став першим християнином, що оволодів Єрусалимом за декілька століть.

## Підготовка до бою
Брати участь у битві за Єрусалим було доручено Єгипетському експедиційному корпусу, який незадовго до того здобув перемогу над турками у Третій битві за Газ і очолити який було доручено Едмунду Алленбі. Уже в середині листопада 1917 року англійцям вдалося завдати туркам ряд поразок, в тому числі, в битві за хребет Ель-Мугар. Алленбі став стрімко просуватися до Єрусалиму, лівий фланг його військ зайняв Яффо, але генерал Фалькенхайн швидко організував війська для протидії англійцям. Битва мала відбутися біля міста або в ньому самому.

## Взяття Єрусалима

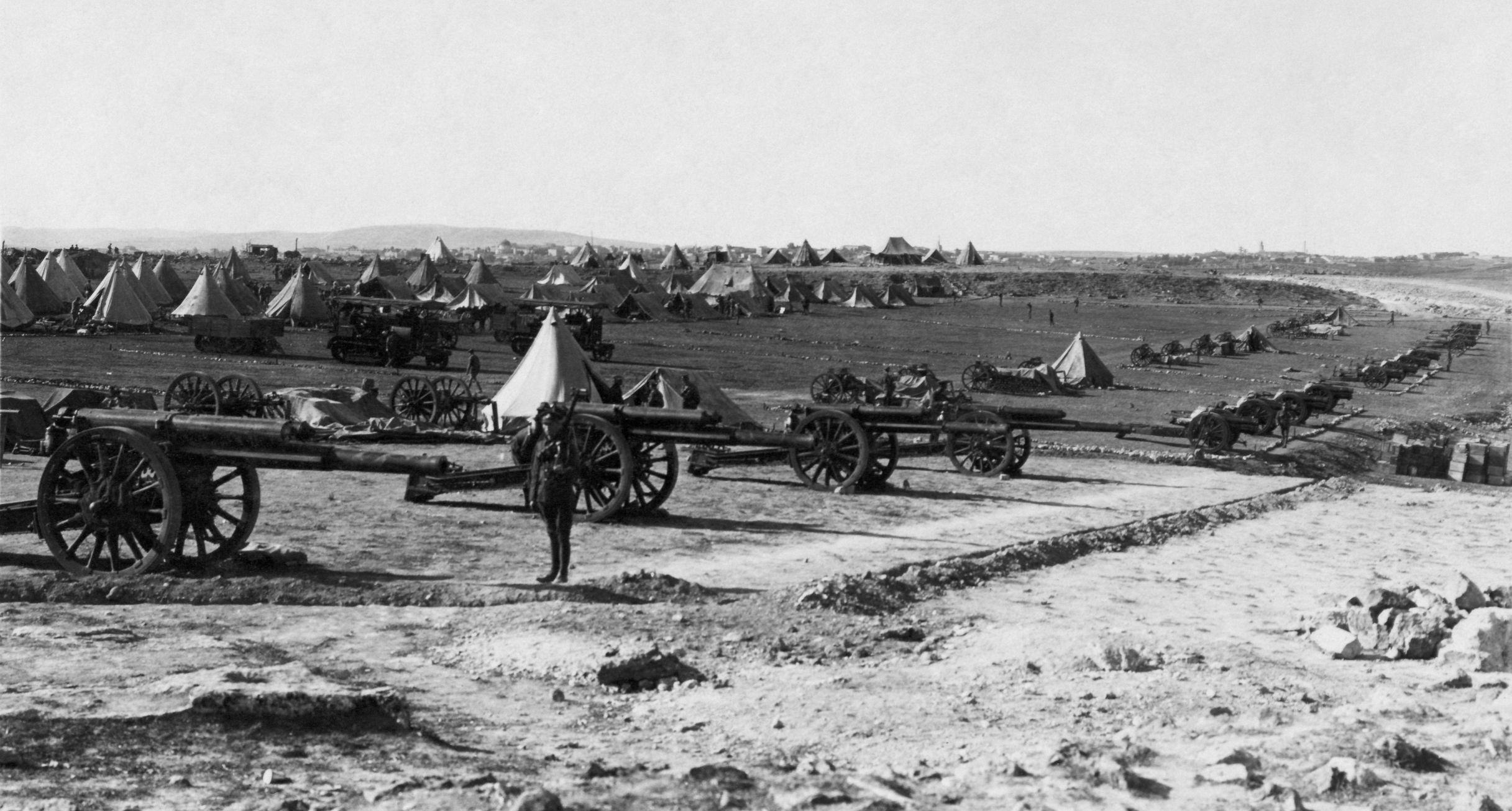
Розміщення британської артилерії під час битви за Єрусалим.

Ерік фон Фалькенхайн зробив серію атак на позиції британців, турки створили ряд укріплень навколо Єрусалиму, включаючи пагорб Дейр-Ясина. Едмунд Алленбі перегрупував свої війська і відправив для взяття міста 20-й корпус генерала Філіпа Четвуда. У результаті атак Четвуда британці 8 грудня відбили у турків західний Єрусалим і південні підступи до Вифлеєма. 9 грудня, після невдалої турецької контратаки, місто повністю перейшло під контроль англійців.

## Вступ у місто Алленбі
Командир британських військ Едмунд Алленбі був чудовим вершником і спочатку планував в'їхати у тільки но взятий Єрусалим, за давньою традицією, верхи на коні. Однак, з поваги до міста як до релігійної столиці, він увійшов до нього пішки 11 грудня 1917 року.
Едмунд Алленбі встановив у місті воєнний стан і розмістив тут залоги для охорони святих місць мусульман, юдеїв та християн.